# Bocairent
Bocairent, en valencien et officiellement, (Bocairente en castillan), est une commune de la province de Valence, dans la Communauté valencienne, en Espagne. Elle est située dans la comarque de la Vall d'Albaida et dans la zone à prédominance linguistique valencienne.

## Géographie

Localisation de Bocairent
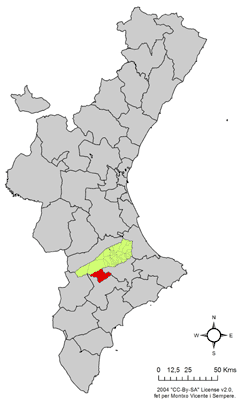
dans la Communauté valencienne.
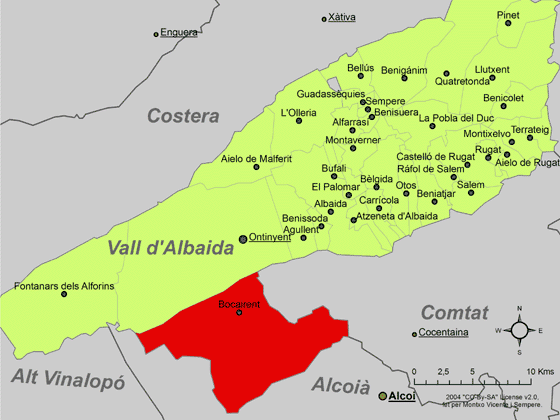
dans la comarque de la Vall d'Albaida.

## Patrimoine
- Parc naturel de la Serra de Mariola

### Sources
- (es) Varaciones de los municipios de España desde 1842, Ministerio de administraciones públicas, octobre 2008, 364 p. (lire en ligne) [PDF]